# Benedictus de Alevelde senior

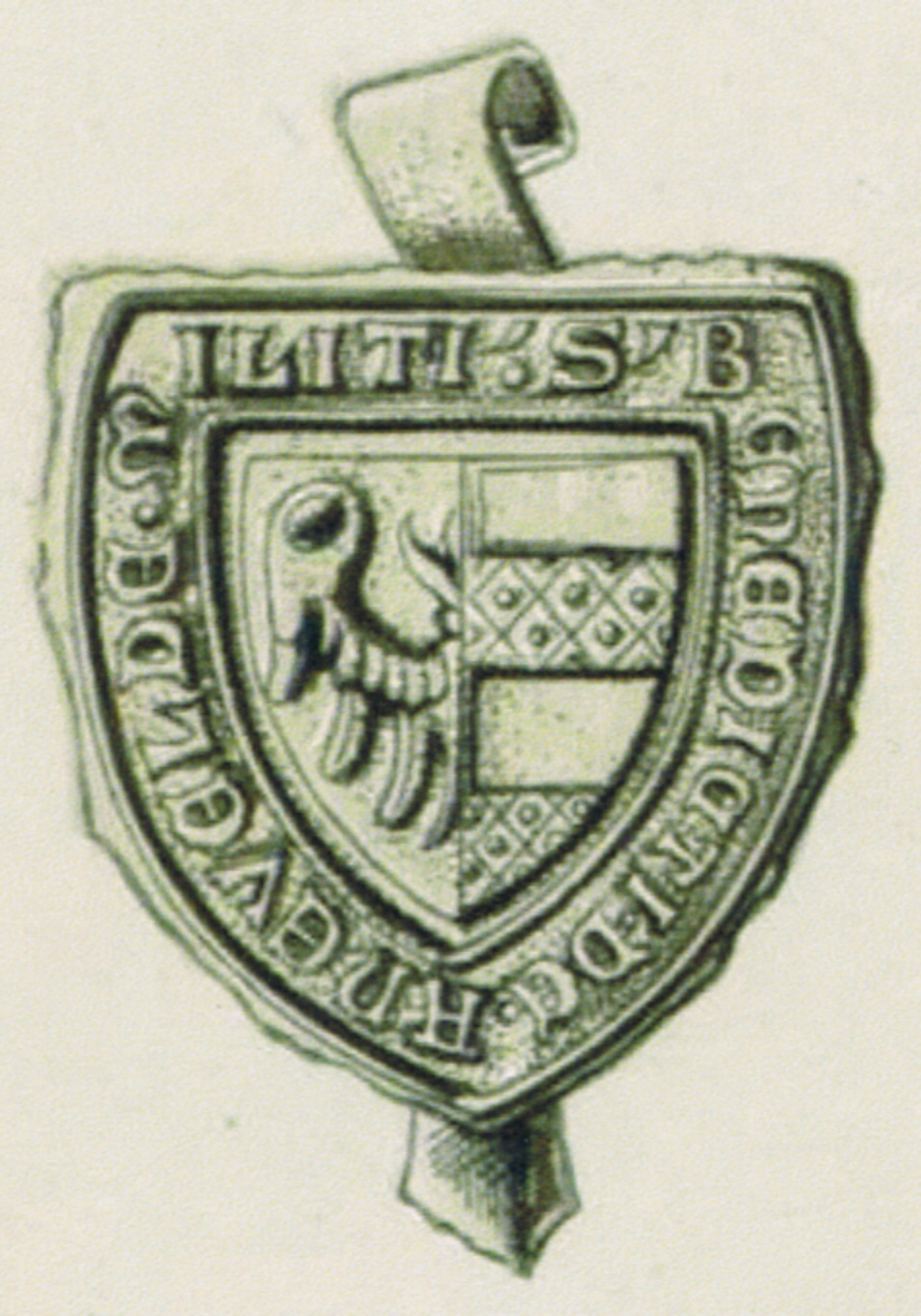
Siegel des Benedictus de Alevelde aus dem Jahr 1339

Benedictus de Alevelde senior, miles (Benedict von Ahlefeldt auf Seegaart, auch: Benedi(c)kt (Bendix) der Ältere) († 1380) war erster Rat und Heerführer des dänischen Königs Waldemar IV. und der erste der sicheren Stammreihe des Adelsgeschlechts von Ahlefeldt.

## Leben
Er führte mit dem dänischen König Waldemar IV. einen mehrjährigen Krieg und entriss Herzog Waldemar III. das Schloss Frankie in Schleswig und fast das ganze Herzogtum Schleswig und die Insel Langeland, die er nach dem damaligen Kriegsbrauch zur Plünderung frei gab. Sein Name wurde 1320 erstmals in Urkunden genannt. Seine Frau kam aus dem alten nordischen Adelsgeschlecht derer von Sture. Benedictus de Alevelde starb 1380 und hinterließ drei Söhne, Nicolaus und Henricus und Benedictus junior, der in diversen Urkunden (1340, 1360, 1390 und 1397) erwähnt wurde. Dessen Sohn war Benedikt von Ahlefeldt auf Seegaart, der mit Catharina von Dosenrade sieben Söhne zeugte, unter ihnen war auch Enevold Sövenbröder.